# NGC 1572
NGC 1572 ist eine Balken-Spiralgalaxie mit ausgedehnten Sternentstehungsgebieten vom Hubble-Typ SBa im Sternbild Caelum am Südsternhimmel. Sie ist schätzungsweise 266 Millionen Lichtjahre von der Milchstraße entfernt und hat einen Durchmesser von etwa 190.000 Lichtjahren.
Die Typ-Ia-Supernova SN 2009la wurde hier beobachtet.
Das Objekt wurde am 23. Oktober 1835 von John Herschel entdeckt.